# 우투
우투(수메르어: 𒀭𒌓), 또는 샤마쉬(아카드어: Shamash)는 고대 메소포타미아의 태양신이자 정의, 도덕, 진리의 신이며 천상의 여왕인 메소포타미아의 여신 인안나(아시리아 바빌로니아의 이슈타르)의 쌍둥이였다. 그의 주요 사원은 시파르와 라르사에 있었다. 그는 태양 전차를 타고 하늘을 가로지르며 그날 있었던 모든 일들을 본다고 믿어졌다. 그는 신성한 정의의 집행자였고 곤경에 처한 사람들을 돕는 것으로 여겨졌다. 수메르 신화에 따르면, 그는 갈라 악마가 두무지를 지하세계로 끌고 가려할 때 두무지를 보호하는 것을 도왔고 대홍수 이후 영웅 지우수드라에게 나타났다. 길가메시 서사시에서 그는 길가메시가 훔바바를 물리치는 것을 돕는다.

## 가족

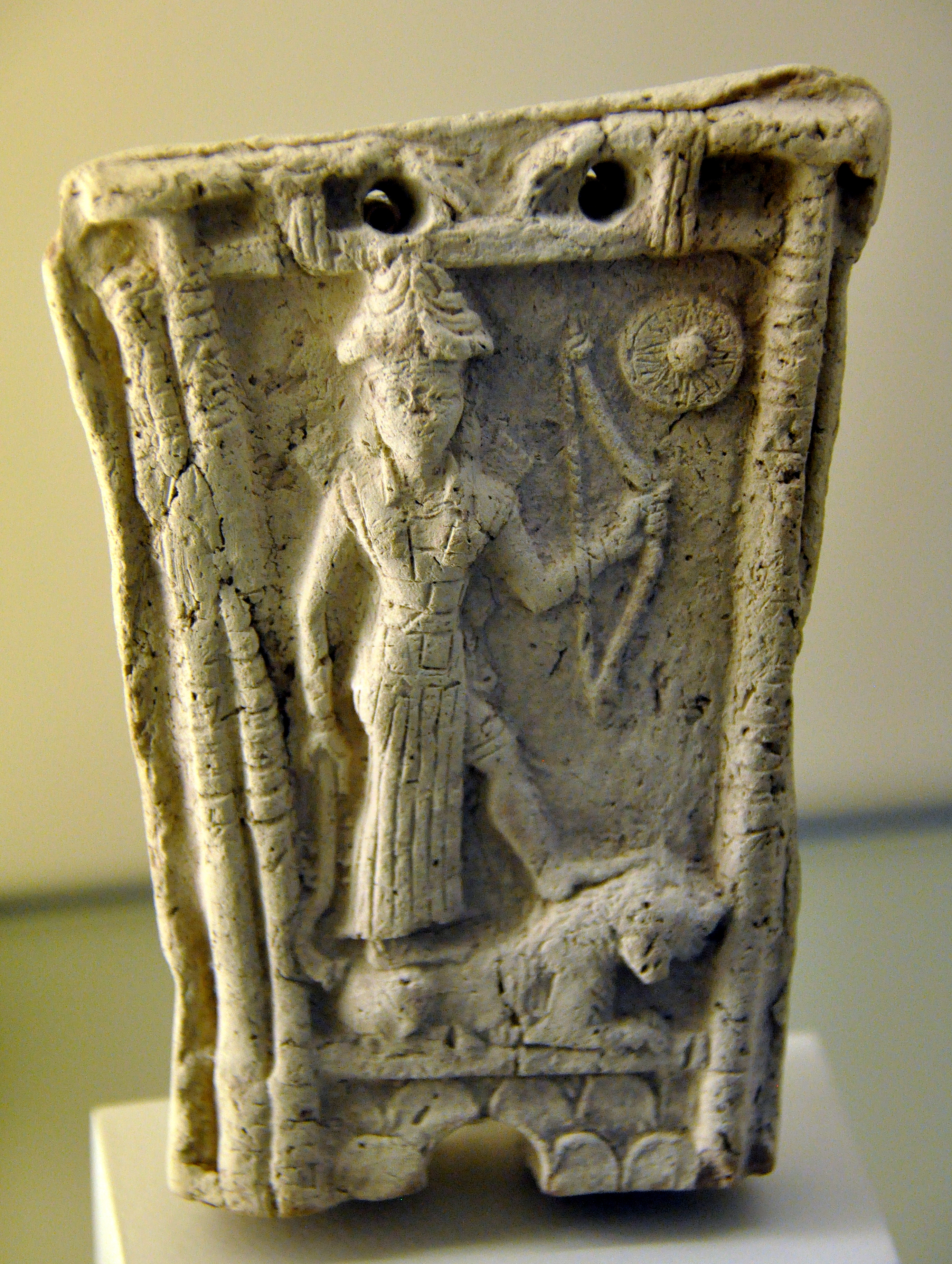
이슈타르 여신이 사자 위에 서서 활을 들고 오른쪽 위에 샤마쉬 신의 상징이 있는 남부 메소포타미아 유물.

우투는 다양한 권력을 아우르는 천상의 여왕 인안나의 쌍둥이 형제였다. 수메르어 문헌에서, 인안나와 우투는 매우 가까운 것으로 묘사되는데, 사실, 이들의 관계는 종종 근친상간에 가깝다. 우투는 보통 달의 신 난나와 그의 아내 닌갈의 아들이지만 때때로 안이나 엔릴의 아들로 묘사되기도 한다. 그의 아내는 후에 아카드에서 아야로 알려진 여신 쉐리다였다.
쉐리다는 아름다움, 다산, 성애의 여신이었는데, 아마도 빛이 본질적으로 아름다운 것으로 여겨졌거나, 농업의 다산을 촉진하는 태양의 역할 때문일 것으로 보인다. 그들은 "진실"을 의미하는 키투 여신과 "정의"를 의미하는 미샤루 신이라는 두 명의 자손을 낳은 것으로 믿어졌다. 구바빌로니아 시대(BC 1830-1531년 경)에 쉐리다 그리고 결과적으로 우투는 신들에게 삶을 바친 세속과 격리된 여성 집단인 나디투와 연관되었다. 우투의 마부 부네네는 때때로 그의 아들로 묘사되는데, 부네네는 구바빌로니아 시대에 시파르와 우루크에서 정의의 신으로 우투와 별개로 숭배되었으며, 또한 아수르에서도 숭배되었다. 꿈의 신 시시그도 우투의 아들로 묘사된다.

## 신앙
우투는 아주 이른 시기부터 수메르에서 숭배되었다. 그를 언급한 가장 오래된 문서는 수메르 작품의 첫 단계인 기원전 3500년 경으로 거슬러 올라간다. 둘 다 이밥바("하얀 집")로 알려진 그의 주요 사원은 시파르와 라르사에 위치해 있었다. 우투는 메소포타미아 문화가 끝날 때까지 3000년 넘도록 계속 숭배되었다. 우투의 주된 성격의 특성은 친절과 관대함이지만, 다른 모든 메소포타미아 신들처럼, 그는 귀찮은 부탁을 거절할 정도는 아니었다. 후르리-아카드 2개 언어를 사용하는 바이드너 신 목록에서, 우투는 후르리의 태양신 시미기와 동일시된다. 우가리트어를 포함한 바이드너 신 목록의 3개 언어 버전에서는 시미기와 우투가 모두 루갈반다와 동일시된다.

## 성상 연구
수메르 문헌에서 우투는 "수염"과 "긴 팔"로 묘사된다. 예술에서 그는 긴 수염을 가진 노인으로 나타난다. 그는 매일 새벽에 천상의 문에서 나와 전차를 타고 하늘을 가로질러 매일 저녁 먼 서쪽의 문을 통해 "천상의 내부"로 돌아온다고 믿어졌다. 우투의 마부는 부네네라고 명명되었다. 실린더 인장은 종종 그가 무기를 휘두를 때 그를 위해 문을 열어주는 두 신의 모습을 보여준다. 전정용 톱은 크고 들쭉날쭉한 이빨을 가진 양날의 아치형 톱으로 정의의 신으로서의 그의 역할을 상징한다.  우투의 주요 상징은 태양 원반으로, 각 기본 방향에 4개의 포인트가 있는 원과 각 포인트 사이의 원에서 나오는 4개의 물결 모양의 대각선이었다. 이 상징은 태양의 빛, 따뜻함, 그리고 힘을 나타낸다.

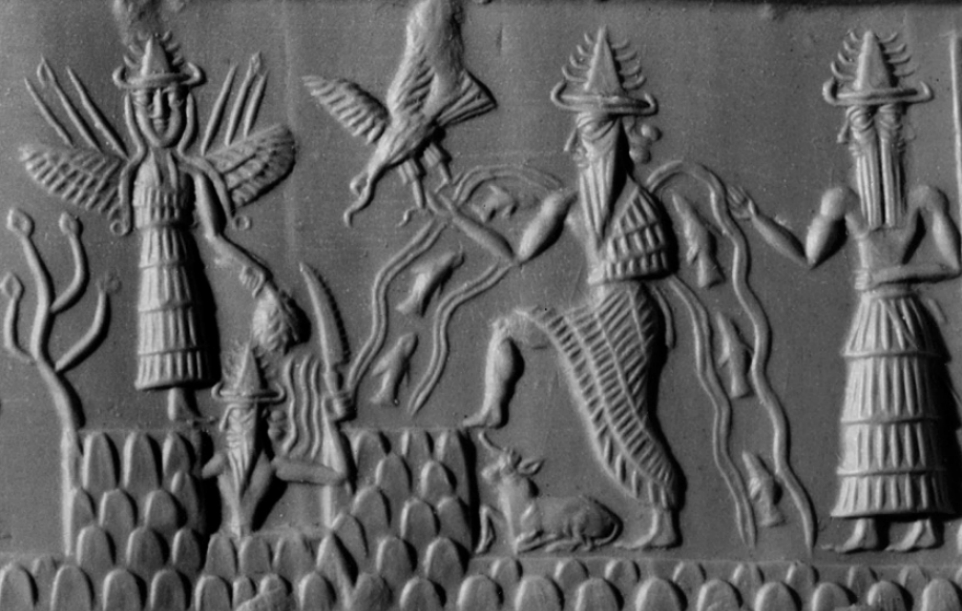
왼쪽에서 두번째에 샤마쉬가 어깨에서 광선을 내뿜고 새벽에 산맥을 통과하며 톱니칼을 들고 있는 모습을 묘사한 시파르 실린더 인장(기원전 2300년경)
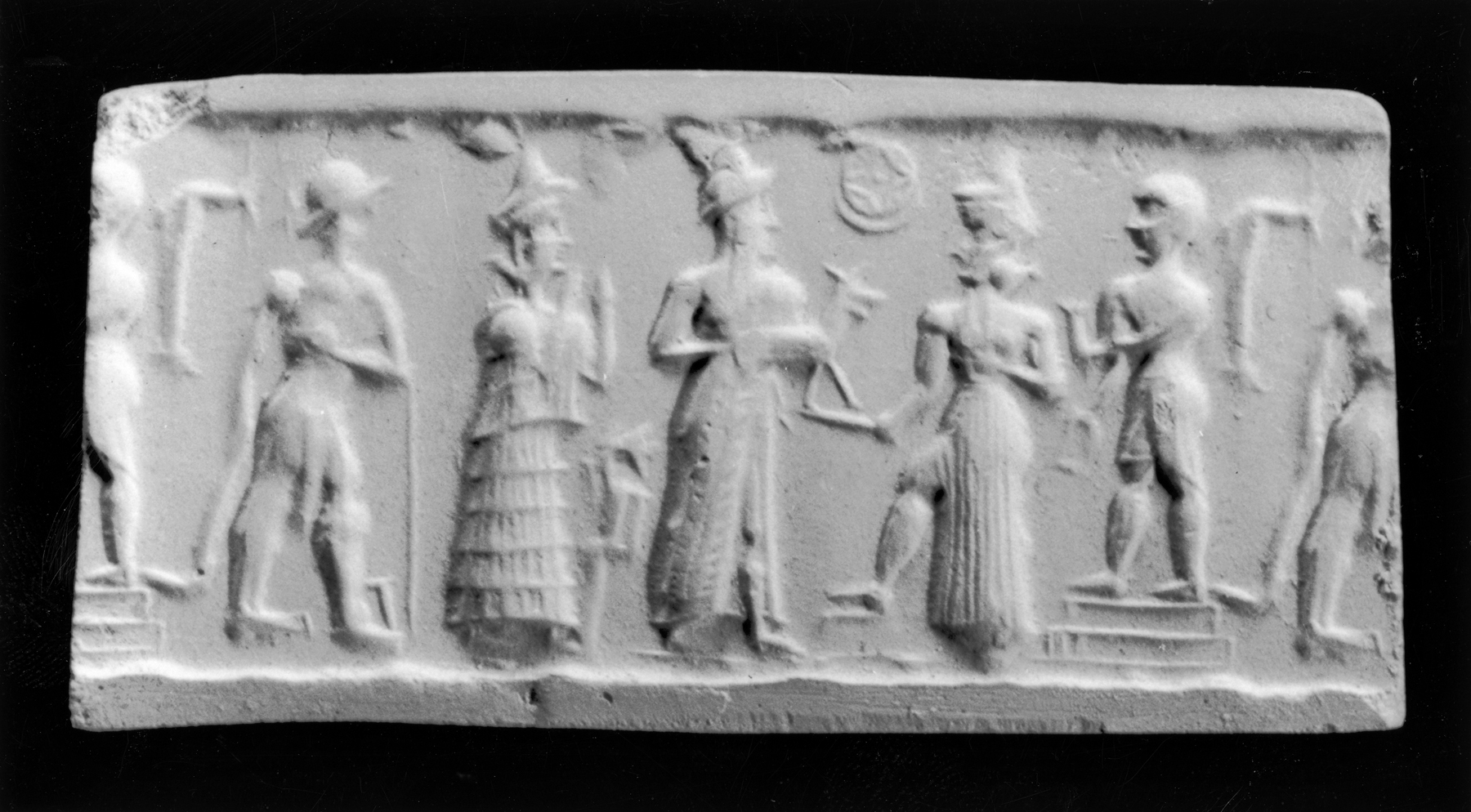
신도들에게 둘러싸인 샤마쉬를 묘사한 구바빌로니아 실린더 인장(기원전 1850-1598년경)
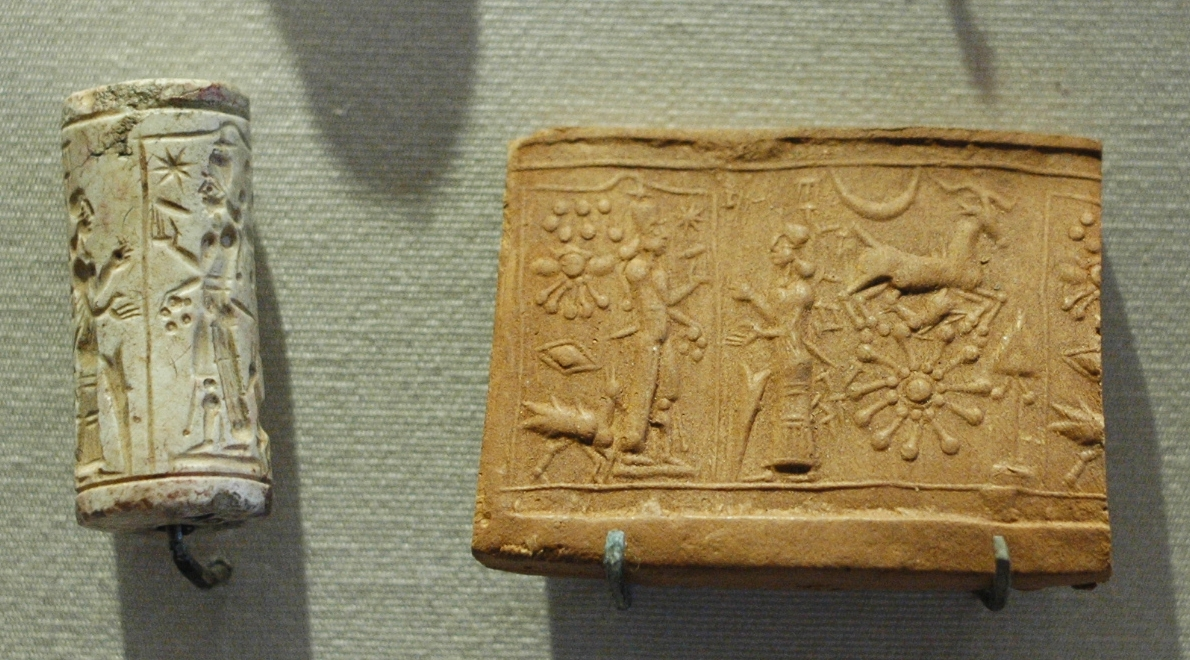
샤마쉬를 숭배하는 사람들의 모습을 나타낸 실린더 인장과 메소포타미아 석회암
샤마쉬의 고대 별·태양 상징[14]
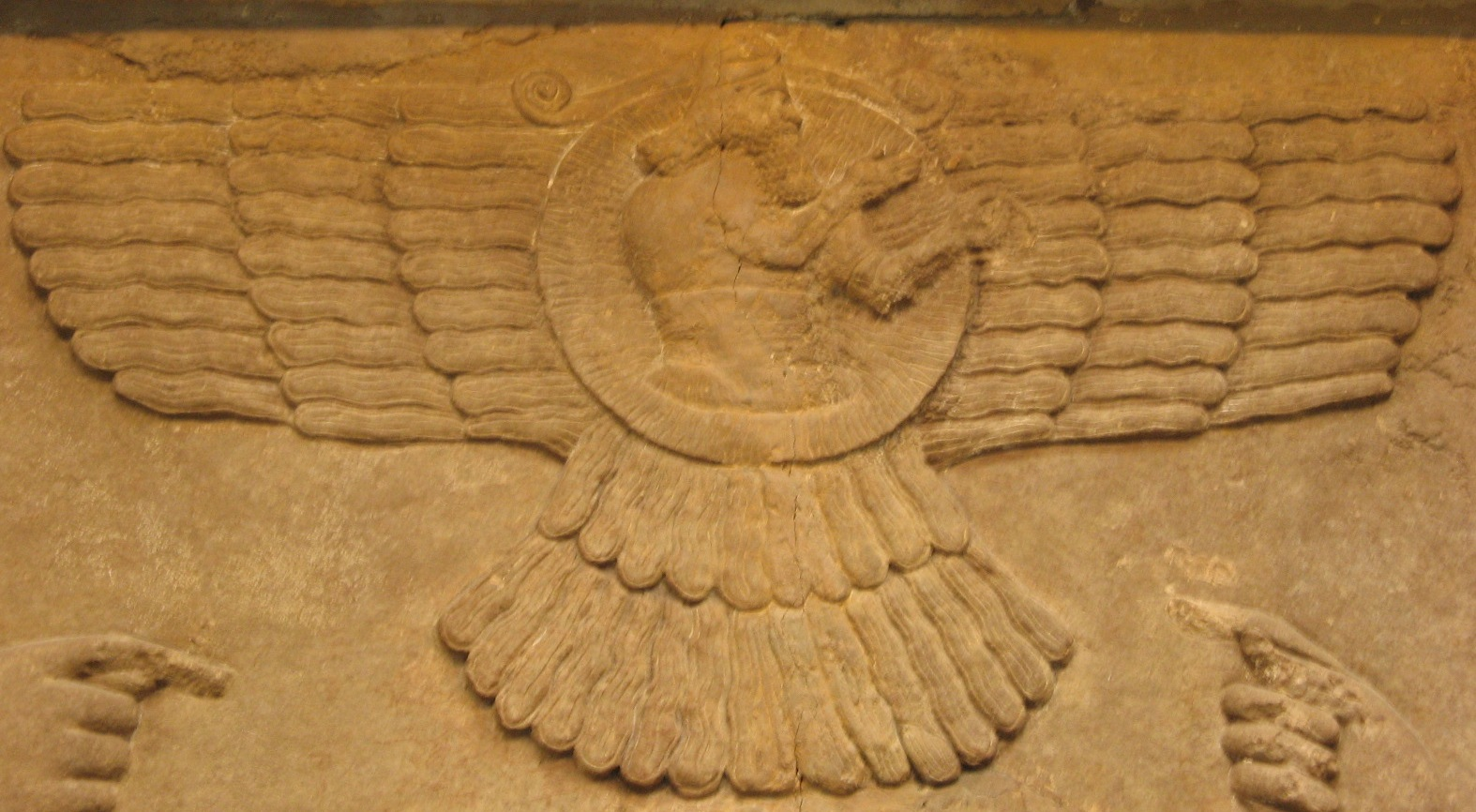
아시리아의 날개 달린 태양 상징을 입은 남성상(기원전 9세기 님루드 북서쪽 궁전). 이 성상은 나중에 조로아스터교의 파라바하르 상징을 낳았다.
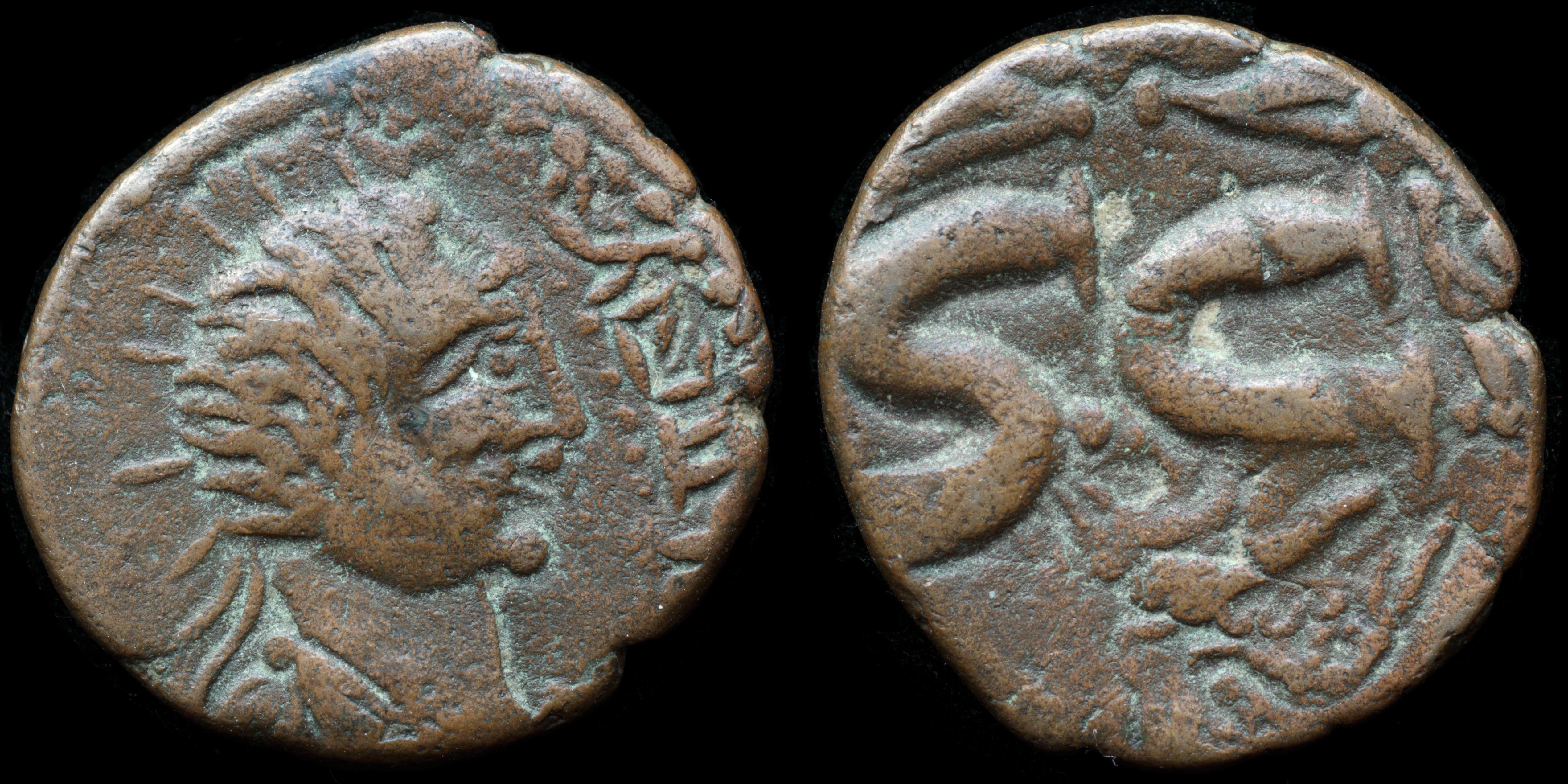
하트라에서 주조된 동전에 새겨진 샤마쉬(서기 117-138년경)

## 신화
수메르인은 그가 하늘을 지나갈 때, 우투가 세상에서 일어나는 모든 일을 봤다고 믿었다. 그의 누이 인안나와 함께, 우투는 신의 정의의 집행자였다. 밤에, 우투는 일출을 준비하기 위해 동쪽으로 갈 때 지하세계를 통과한다고 믿어졌다. 한 수메르 문학 작품은 우투가 지하 세계를 밝히고 그곳에서 심판을 내리는 것을 언급하고 있고, 샤마쉬 찬가 31에서는 우투가 말쿠, 쿠수, 그리고 아눈나키와 함께 지하 세계의 죽은 이들을 심판하는 역할을 한다고 말한다. 지하세계를 통과하는 길에, 우투는 귀중한 보석을 열매로 가진 나무들이 있는 태양신의 정원을 지나는 것으로 믿어졌다.
우투는 인간의 일에 적극적인 역할을 한다고 믿어졌고, 어려움에 처한 사람들을 돕는 것으로 여겨졌다. 아카드의 사르곤(BC 2334-2284년경) 정복 전에 쓰인, 우투가 문학에 등장하는 가장 초기의 작품 중 하나인 '에타나의 신화'에 나오는 영웅 에타나는 그의 아내가 아이를 가질 수 있도록 도와달라고 우투를 불러낸다. 수메르 시 '두무지의 꿈'에서 우투는 그를 사냥하는 갈라 악마로부터 인안나의 남편 두무지를 구하기 위해 개입한다. 수메르 홍수 신화에서 우투는 홍수가 진정되기 시작한 후 나타나 이야기의 주인공인 지우수드라가 배의 창문을 열고 그의 앞에 엎드려 절하게 만들었다. 지우수드라는 자신을 구원으로 인도한 우투에게 양과 소를 제물로 바친다.
수메르 왕의 목록에 우루크의 초창기 왕 중 한 명은 "우투의 아들"로 묘사되어 있고, 우투는 도시의 후기 왕 중 몇몇에게 특별한 보호자 역할을 한 것으로 보인다. 수메르 시 '길가메시'와 '후와와'에서, 영웅 길가메시는 우투에게 시더(삼나무) 산으로 가는 여정을 도와달라고 부탁한다. 이 판본에서 길가메시는 우투에게 도움을 요청하는데, 우투는 태양이 뜨는 땅인 극동에 위치한 것으로 암시되는 시더 산과 연관되어 있기 때문이다. 우투는 처음에는 도와주기를 꺼려하지만, 길가메시가 자신이 결국 죽을 것이라는 것을 알고 있기 때문에 자신의 이름을 알리고자 이렇게 하는 것이라고 설명하자 우투는 동의한다. 길가메시가 시더 산에 다다르자 우투는 그가 시더 산에 사는 후와와를 물리칠 수 있도록 도와준다.
표준 바빌로니아 길가메시 서사시에서는 길가메시가 시더 산을 방문하려는 계획은 여전히 그의 생각이고 도움을 받기 위해 샤마쉬에게 간다. 그러나 이 판본에서는 시더 산이 레바논 북서쪽에 있는 것으로 명시되어 있다. 샤마쉬는 길가메시가 훔바바(후와와의 동셈어 이름)를 물리치는 것을 돕는다. 제프리 H. 티게이는 구바빌로니아 서사시에서 루갈반다와 태양신의 연관성이 "전통 역사에서 한때 태양신 또한 조상으로서 불렸다는 인상"을 강화시켰다고 주장한다. 수메르어 버전에서 길가메시의 첫 번째 탐험은 시더 산을 방문하는 것이고, 훔바바는 길가메시와 엔키두가 그곳에 도착했을 때 마주치는 장애물에 불과하지만, 바빌로니아 버전에서는 훔바바를 물리치는 것이 영웅들이 시작하는 첫 번째 탐험이다. 길가메시 이야기의 후기 판본에서 샤마쉬는 길가메시에게 먼저 훔바바를 죽이도록 지시하는 탐험의 선동자가 된다. 티게이는 이를 "[샤마쉬의] 역할의 최종적이고 논리적인 발전"이라고 설명한다.

## 참고 문헌
- Black, Jeremy; Green, Anthony (1992), 《Gods, Demons and Symbols of Ancient Mesopotamia: An Illustrated Dictionary》, London, England: The British Museum Press, ISBN 0-7141-1705-6
- Hamilton, Victor P (1990). 《The Book of Genesis: Chapters 1–17》. New International Commentary on the Old Testament (NICOT). Grand Rapids: William B. Eerdmans Publishing Company. 540쪽. ISBN 0-8028-2521-4.
- Hämmerly-Dupuy, Daniel (1988), 〈Some Observations of the Assyrio-Babylonian and Sumerian Flood Stories〉,   Dundes, Alan, 《The Flood Myth》, Berkeley, California, Los Angeles, California, and London, England: University of California Press, 49–60쪽, ISBN 0-520-05973-5
- Holland, Glenn Stanfield (2009), 《Gods in the Desert: Religions of the Ancient Near East》, Lanham, Maryland, Boulder, Colorado, New York City, New York, Toronto, Ontario, and Plymouth, England: Rowman & Littlefield Publishers, Inc., ISBN 978-0-7425-9979-6
- Horowitz, Wayne (1998), 《Mesopotamian Cosmic Geography》, Mesopotamian Civilizations, Winona Lake, Indiana: Eisenbrauns, ISBN 978-0-931464-99-7
- Kramer, Samuel Noah (1961), 《Sumerian Mythology: A Study of Spiritual and Literary Achievement in the Third Millennium B.C.: Revised Edition》, Philadelphia, Pennsylvania: University of Pennsylvania Press, ISBN 0-8122-1047-6
- Mark, Joshua (2017년 1월 31일), “Utu-Shamash”, 《World History Encyclopedia》
- Pryke, Louise M. (2017), 《Ishtar》, New York and London: Routledge, ISBN 978-1-138--86073-5
- Simons, Frank (2017),  Hazenbos, Joost; Mittermayer; Novák, Mirko; Suter, Claudia E., 편집., “A New Join to the Hurro-Akkadian Version of the Weidner God List from Emar (Msk 74.108a + Msk 74.158k)”, 《Altorientalische Forschungen》 (Berlin, Germany: Walter de Gruyter) 44 (1): 82–100, doi:10.1515/aofo-2017-0009, ISSN 0232-8461, S2CID 164771112
- Tigay, Jeffrey H. (2002) [1982], 《The Evolution of the Gilgamesh Epic》, Wauconda, Illinois: Bolchazzy-Carucci Publishers, Inc., ISBN 0-86516-546-7
- van der Toorn, Karel; Becking, Bob; van der Horst, Pieter Willem (1999), 《Dictionary of Deities and Demons in the Bible》 seco판, Grand Rapids, Michigan: William B. Eerdman's Publishing Company, ISBN 0-8028-2491-9